# 정책과학연구소
정책과학연구소(일본어: 政策科学研究所)는 과거에 존재했던 일본 자유민주당의 파벌이다.

## 역사

### 나카소네파

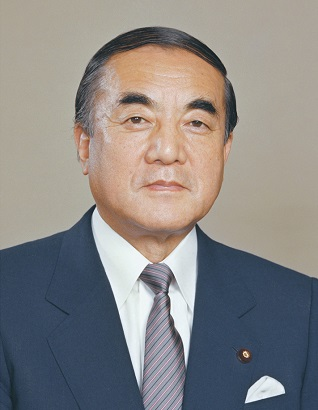
나카소네 야스히로.

하토야마 이치로의 측근이었던 고노 이치로가 만든 춘추회가 기원이다.
고노가 죽은 뒤인 1966년 사토 에이사쿠 지지 여부를 둘러싸고 춘추회가 분열했는데 반사토 그룹이 나카소네 야스히로를 중심으로 뭉쳐 신정동지회를 결성했다. 처음에는 나카소네를 비롯해 나카무라 우메키치·노다 다케오 등에 의한 집단 지도 체제로 운영됐지만 1968년 12월 나카소네가 초대 회장으로 취임했다. 그런데 그 사이에 나카소네파는 사토 지지로 선회하여 주류파가 되어 있었다.
나카소네파는 애초에 하토야마의 민주당 내에서 반 기시 노부스케 세력이 중심이 되어 탄생했기에 다른 파벌에 비하면 영수의 구심력이 약했고 파벌의 성격 자체도 여러 성향의 사람들이 한 곳에 모여 있는 느낌이 강했다.
1972년 자민당 총재 선거 때 다나카 가쿠에이를 지지했으며 1974년 미키 다케오가 총리대신이 되자 역시 미키를 지지했다. 1976년 이른바 미키 끌어내리기가 이루어질 때에도 자민당 내의 6개 파벌이 이에 동참하면서도 미키파 외에는 나카소네파만이 미키를 지지했다. 1979년 40일 항쟁 때는 후쿠다 다케오·미키와 함께 비주류파를 형성했지만 1980년 해프닝 해산 때는 주류파로 돌아섰다. 이렇듯 나카소네는 풍향계라고 조소받으면서도 당내 정치의 흐름을 제대로 읽을 줄 알았고 그 결과 1982년 총리대신의 자리에까지 오르게 되었다.
1978년 자민당 내에서 파벌 해소의 움직임이 일자 1978년 파벌 이름을 정책과학연구소로 고쳤다. 나카소네가 총리대신이 된 뒤에는 와타나베 미치오계(무토 가분·야마사키 다쿠·오치 이헤이 등)와 후지나미 다카오계(노다 다케시·사토 분세이)의 활동이 활발해졌고 이윽고 두 사람은 나카소네의 후계자로 부상하여 주도권 다툼을 벌이기 시작했다.
1988년에 불거진 리크루트 사건으로 후지나미가 실각하고 나카소네도 파벌에서 이탈했다. 와타나베가 근신중일 때 반와타나베 세력이던 우노 소스케가 당의 추대를 받아 총리대신이 되었지만 참의원 선거에서 패배하면서 2개월 만에 물러나야 했다. 그리고 1990년 2월 파벌 회장으로 있던 사쿠라우치 요시오로부터 선양을 받는 형식으로 와타나베가 새 회장이 되었다.

### 와타나베파

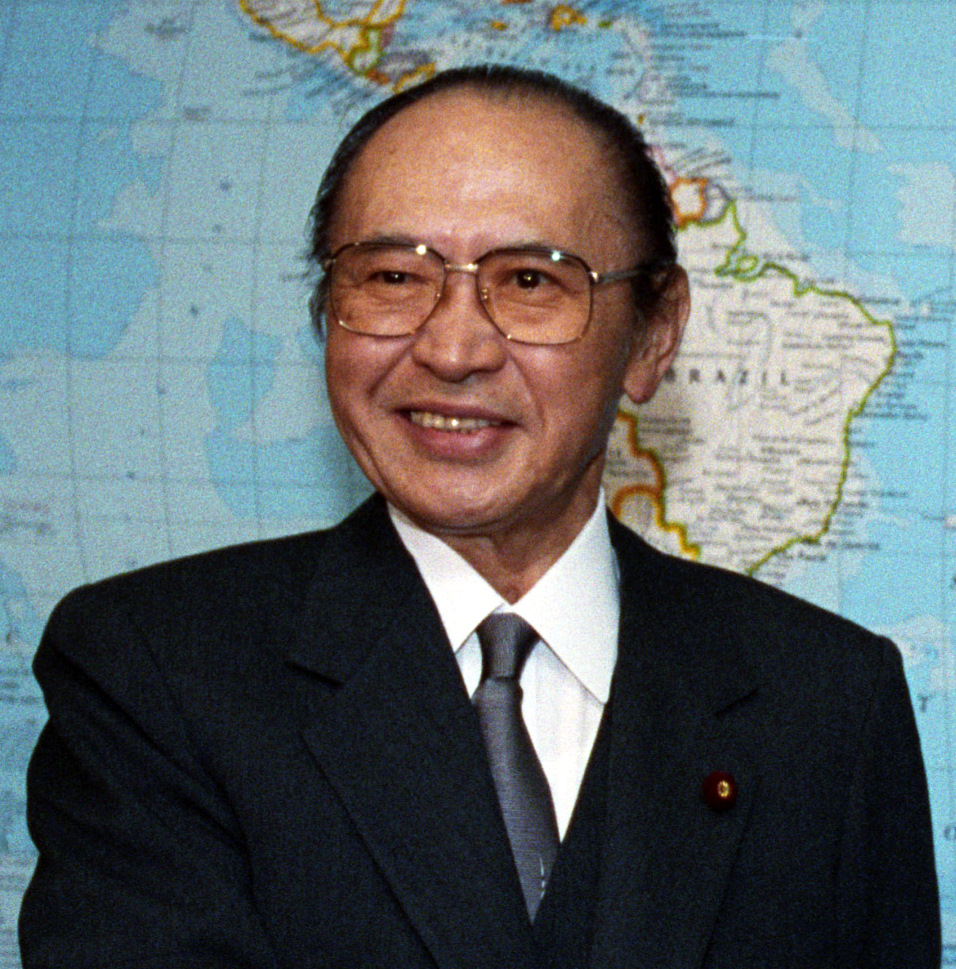
와타나베 미치오.

와타나베가 회장이 되었지만 파벌에 미치는 나카소네의 영향력은 여전했다. 중견파·소장파 의원들은 와타나베를 지지했지만 파벌 간부인 사토 고고·나카오 에이이치·마쓰나가 히카루 등은 와타나베를 동격으로 여겼고 에도 다카미는 자신이 와타나베의 부하가 아니라는 말도 공공연히 할 정도였다. 나카소네가 자민당에 복당한 뒤 파벌에도 복귀하고 최고고문이 되자 와타나베도 나카소네를 무시할 수 없었고 파벌은 사실상 나카소네의 의향대로 돌아갔다. 와타나베는 1991년과 1993년, 두 차례에 걸쳐 총재 선거에 출마했지만 모두 낙선했다.
1993년 총선 이후 자민당이 야당이 된 뒤 와타나베의 입장은 더욱 난처해졌다. 1993년 7월 총리대신 미야자와 기이치에 대한 내각불신임안에 야마구치 도시오·오이시 센파치·이시바 시게루·사사가와 다카시가 찬성표를 던졌으며 총선이 끝난 뒤인 12월 이시바·사사가와·오이시가 자민당을 탈당해 버렸다. 1994년에도 가키자와 고지·사토 시즈오·아라이 쇼케이 등 와타나베가 후원해줬던 소장파 의원들이 차례차례 자민당을 탈당했다. 이는 와타나베의 리더십에 큰 타격을 가했다.
와타나베는 당시 총리대신이 되길 원했는데 연립 정권을 이끌던 호소카와 모리히로가 낙마한 뒤 오자와 이치로가 소속 의원 50명을 데리고 온다면 와타나베를 총리대신으로 만들어주겠다고 제의해 왔다. 와타나베는 오자와의 제의에 응하고자 했으나 소속 의원들이 자민당 탈당을 원치 않아 뜻을 이루지 못했다. 하지만 와타나베가 오자와와 한때 손을 잡고자 했다는 점은 그의 정치 생명에 악영향을 미쳤다. 1996년 6월 하타 쓰토무가 총리대신직을 내려놓고 자민당이 일본사회당의 무라야마 도미이치를 지지하며 여당에 복귀할 때 와타나베는 나카소네와 함께 가이후 도시키를 지지했지만 실패했다. 이 무렵에는 와타나베뿐 아니라 나카소네의 파벌 내 영향력도 약해져 있었다.
마지막까지 총리대신이 되겠단 꿈을 포기하지 않았던 와타나베는 1995년 9월 병사했다. 와타나베 사후 후임 회장을 선임하지 않은 채 나카소네가 최고고문 자리를 유지하고 사토·나카오·무토 등에 의한 집단 지도 체제로 전환됐다. 파벌의 통칭은 구 와타나베파가 되었다.
1998년 11월 30일 중견·소장파 의원을 중심으로 야마사키 그룹 37명이 파벌을 이탈해 근미래정치연구회를 결성했다. 야마사키는 마땅한 총재 후보를 배출하지 못하는 상황에서 자신이 총재가 되길 원했지만 파벌 간부들이 이를 못마땅하게 여기자 불만을 가지고 파벌을 이탈한 것이었다.

### 무라카미파

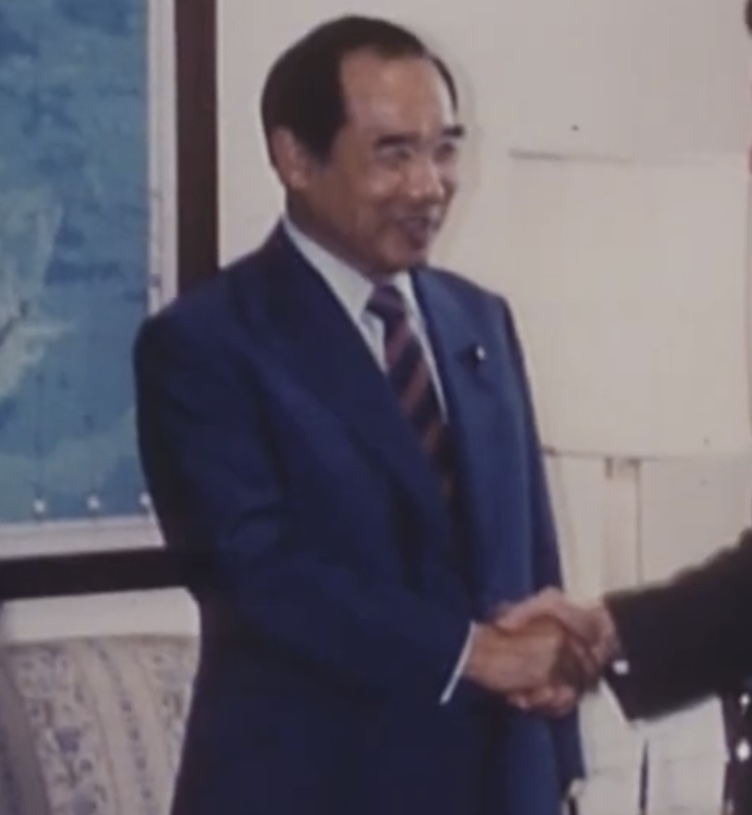
무라카미 마사쿠니.

야마사키가 37명을 이끌고 파벌을 이탈하면서 정책과학연구소는 순식간에 소규모 파벌로 전락했다. 이에 참의원의 실력자였던 무라카미 마사쿠니를 새 회장으로 추대하여 전환기를 마련하고자 했다. 참의원 의원이 자민당 파벌의 영수가 된 것은 이때가 처음이었다.
이후 1998년 9월 청화회를 이탈한 가메이 시즈카가 이끄는 그룹과 1999년 3월 합병하여 지수회를 결성했다. 이로써 정책과학연구소는 역사 속으로 사라졌다.

## 같이 보기
- 자유민주당의 파벌
- 춘추회
- 지수회
- 근미래정치연구회